# Feria Anual de Natividad
Feria Anual de Natividad o Feria de Natividad es una feria  productiva y de artesanías variadas que se desarrolla cada año entre el 1 y el 10 de septiembre en el municipio de Viacha, en el departamento de La Paz, Bolivia.  La feria es considerada como ancestral, debido a que la misma se habría establecido como parte del recorrido de la ruta del Qhapaq Ñan, durante la época preincaica e incaica; así como porque en la actualidad aún se practica el trueque de productos.
La feria reúne a los artesanos y productores de las 20 provincias del departamentoy fue declarada como Patrimonio Cultural e Inmaterial Departamental, por parte de la Asamblea Legislativa Departamental de La Paz, mediante Ley Departamental N° 242.

## Origen
La Feria Anual de Natividad se habría conformado como parte de la ruta del Qhapaq Ñan durante la época preincaica e incaica, e integró a las regiones de los actuales países de Argentina, Bolivia, Colombia, Chile, Ecuador y Perú, teniendo como eje articulados a la cordillera de los Andes.
En Bolivia, la ruta del Qhapaq Ñan se extendió por siete de los nueve departamentos del país, a través de 43 tramos en seis regiones. El actual municipio de Viacha se encontraba en la región circunlacustre, en el camino Real, que iniciaba en Cusco (Perú) hasta Ayaviri (Perú); desde ahí, la ruta se dirige hacia el suroeste, por el camino Real, que bordea el lago Titicaca, pasando por Puno (Perú), Desaguadero (Perú-Bolivia), Guaqui, Tiahuanaco hasta Viacha
En la actualidad, en la feria aún se puede realizar el trueque de productos, práctica comercial que se viene desarrollando en los pueblos del sector andino.

## Importancia de la feria
De acuerdo con los datos del Gobierno Autónomo Municipal de Viacha, en 2022 la feria recibió a cerca de 60 mil visitantes y congregó a cerca de 4 mil expositores provenientes de las 20 provincias del departamento de La Paz, de los departamentos del interior de Bolivia, y de la frontera con la República de Perú
Se tiene el dato de que en 2022, la feria generó un movimiento económico de Bs 1,5 millones.
El 30 de abril de 2024, la Asamblea Legislativa Departamental de La Paz declaró a la Feria Anual de Natividad como Patrimonio Inmaterial Departamental, mediante Ley Departamental N° 242.

## Productos
Los feriantes ofrecen:
- Fibra de camélidos

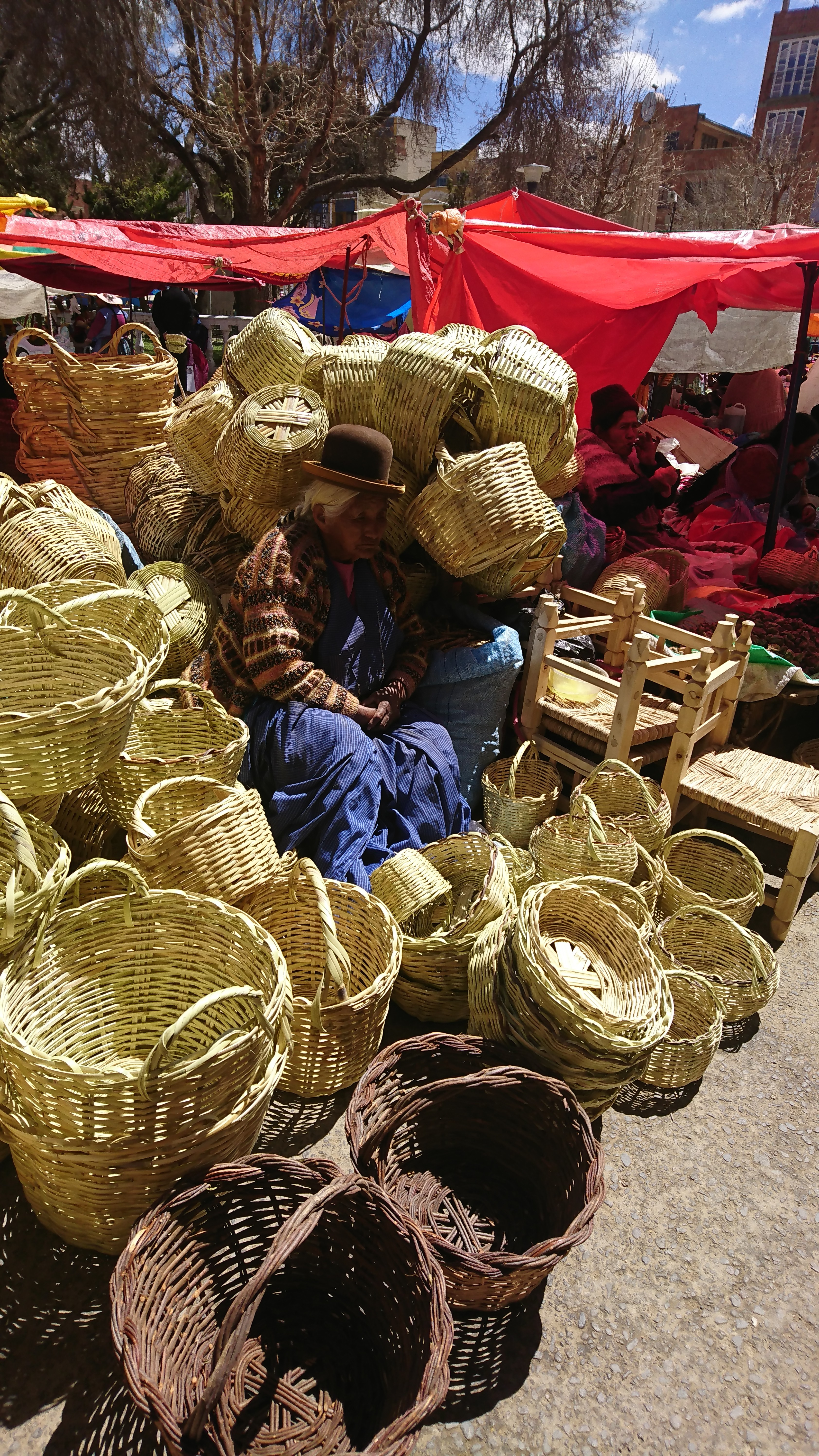
Una feriante ofrece canastas en la Feria de Natividad.

- Prendas de vestir hechas por los artesanos
- Instrumentos para el hilado
- Instrumentos musicales
- Bebidas
- Plantas propias de la medicina tradicional
- Floricultura
- Artesanías e insumos para el hogar trabajados en cerámica
- Cestas tejidas
- Batanes esculpidos en piedra
- Herramientas para el trabajo del arado
- Herramientas de construcción
- Verduras y hortalizas
- Fruta deshidratada
- Productos cárnicos[4][12]

Para la venta de estos productos, la feria se divide en poco más de 30 secciones,donde los visitantes pueden encontrar variedad de ofertantes: sección lanas, sección de canastas, sección de abarrotes, sección de frutas, sección de muebles, sección de herramientas, etc.
La feria también es amenizada con danzas típicas de las regiones de La Paz. En ocasiones, son invitadas a participar instituciones, como la Universidad Mayor de San Andrés.